# لوفوروتون
لوفوروتون (نام علمی: Lophorhothon) نام یک سرده از دایناسورهای اردک‌منقار کرتاسه پسین است. تاج‌بینی نخستین سرده از دایناسورها است که در ایالت آلابامای آمریکا یافت شد.
نام گونه معرف این سرده لوفوروتون آتوپوس (Lophorhothon atopus) است که این نام هم به شکل غیرمتعارف فسیل و هم به مکان آن اشاره دارد زیرا در آن منطقه کمتر فسیلی از دایناسورها یافت شده‌است.